# Siogunat
Siogunat (jap. 幕府 bakufu; dosł. „rządy spod namiotu”) – nazwa okresu historycznego oraz systemu zarządzania krajem przez dziedzicznych dowódców wojskowych (siogunów) w dawnej Japonii. Słowo to tłumaczone jest również jako „urząd w namiocie” (ang. tent office) lub „sprawowanie rządów spod namiotu” (ang. tent government), odnosiło się bowiem do kwatery głównej dowódcy wojskowego na polu bitwy.

## Opis
Siogunat miał swój początek w okresie Kamakura, podczas rządów Yoritomo Minamoto.
Był to system feudalny z charakterystyczną drabiną społeczną, znaną w średniowiecznej Europie. Samurajowie, czyli bushi, w zamian za swoją służbę byli nagradzani ziemią, a ta z kolei była dzielona między ich synów. Hierarchia ta była oparta na ścisłych związkach samurajów z ich poddanymi.
Istniały trzy główne siogunaty, które skupiały się wokół rodziny dzierżącej władzę (jeden z jej członków miał tytuł sioguna). Były to:
- siogunat Kamakura (1185–1333) albo Kamakura-bakufu – okres Kamakura, w którym przewodnictwo militarne bushi (klasy wojowników) i system feudalny współistniały z władzą dworu w Kioto;
- siogunat Ashikaga (1338–1573) albo Muromachi-bakufu – okres Muromachi lub Muromachi-Ashikaga,  w którym bushi zawładnęli resztkami systemu cesarskiego i pozbawili arystokrację dworską większości posiadłości ziemskich;
- siogunat Tokugawa (1603–1867) albo Edo-bakufu – okres Edo, w którym klasa wojowników władała krajem niezagrożona, opierając się na niefeudalnych sposobach rządzenia[6].

## Pochodzenie słowa „siogunat”
Słowo to pochodzi od angielskiego wyrazu shogunate (utworzonego z kolei od japońskiego shōgun). Jego dosłowny odpowiednik nie istnieje w języku japońskim, gdzie występuje on jako bakufu. W języku polskim stosowany jest zarówno zapis zbliżony do wymowy japońskiej („siogunat”), jak i zapis zbliżony do wymowy angielskiej („szogunat”).

## Pochodzenie słowa „bakufu”
Słowo bakufu pochodzi z języka chińskiego z okresu panowania dynastii Tang (618–907). Miało ono wówczas podwójne znaczenie:
- kwatery głównej straży wewnętrznej pałacu cesarzy dynastii Tang;
- kwatery głównej generała (dowódcy) w trakcie ekspedycji militarnych.

Najstarsze znane w Japonii odniesienie do tego słowa pochodzi z połowy X wieku (okres Heian) w odniesieniu do tytułu dworzanina, dowódcy oddziału lewej strony straży wewnętrznej pałacu sa-konoe-taishō (łącznie było sześć oddziałów) w ramach urzędu gwardii pałacowej konoe-fu lub efu.
Kronika historyczna „Azuma kagami” („Zwierciadło Wschodu”) opisująca okres Kamakura (1185–1333) wymienia słowo bakufu w kontekście wyznaczenia Yoritomo Minamoto na stanowisko u-konoe-taishō (dowódcy oddziału prawej strony gwardii pałacowej) w 1190 roku. W tamtym czasie słowo bakufu nie było łączone ani z nim, ani z Kamakurą.
Było pierwotnie używane w odniesieniu do kwatery głównej strażników pałacu wewnętrznego, rezydencji ich dowódcy lub samego dowódcy. Współcześni uczeni używają terminu bakufu (lub angielskiego shogunate) do określenia rodzaju struktury władzy, której przewodził siogun, a w szczególności do trzech powyżej wymienionych siogunatów. Słowo to jest używane także w znaczeniach: miejsce pod namiotem w czasie dowodzenia na polu bitwy, feudalne władze Japonii

## „Bakumatsu”
Bakumatsu (幕末) oznacza „koniec bakufu”, „koniec rządów spod namiotu”. Była to schyłkowa, ostatnia część okresu Edo, liczona od przybycia „czarnych statków” komodora Matthew Perry'ego w 1853 roku do przywrócenia władzy cesarskiej w 1867 roku (restauracja Meiji). Był to czas niepokojów wewnętrznych, wynikających z niezadowolenia klasy samurajów, zmieniających się sojuszy w walce o władzę, fali nacjonalizmu, ale jednocześnie zainteresowania cywilizacją Zachodu i rosnącą świadomością doprowadzenia do szybkiej modernizacji państwa.